# Marcabrú
Marcabrú fue un trovador que vivió en el siglo XII; su actividad poética puede situarse aproximadamente entre los años 1130 y 1150.
Era originario de la región de Gascuña y de extracción humilde. Parece que se dedicó profesionalmente a la poesía, ejerciendo como juglar de sus propias composiciones. Fue protegido del también trovador y poderoso señor feudal Guillermo X de Poitiers, hijo del también trovador Guillermo IX de Poitiers, y de Alfonso VII de León, en cuya corte permaneció durante unos diez años. Aunque se conservan dos vidas de Marcabrú apenas aportan datos biográficos relevantes. Recibió el sobrenombre de Panperdut a causa de un sirventés que le dirigió un tal Aldrics de Vilar, al que Marcabrú respondió con igual o mayor virulencia.
Se conservan 42 poemas suyos. Su obra se caracteriza por el tono moralista: se queja continuamente de la corrupción de las costumbres, del triunfo del fals'amor (falso amor) sobre el fin'amor (amor cortés). Es una obra difícil, no por su adscripción al trobar clus, sino por su relación con la poesía popular de la época, por completo desconocida en nuestros días.

## Galería

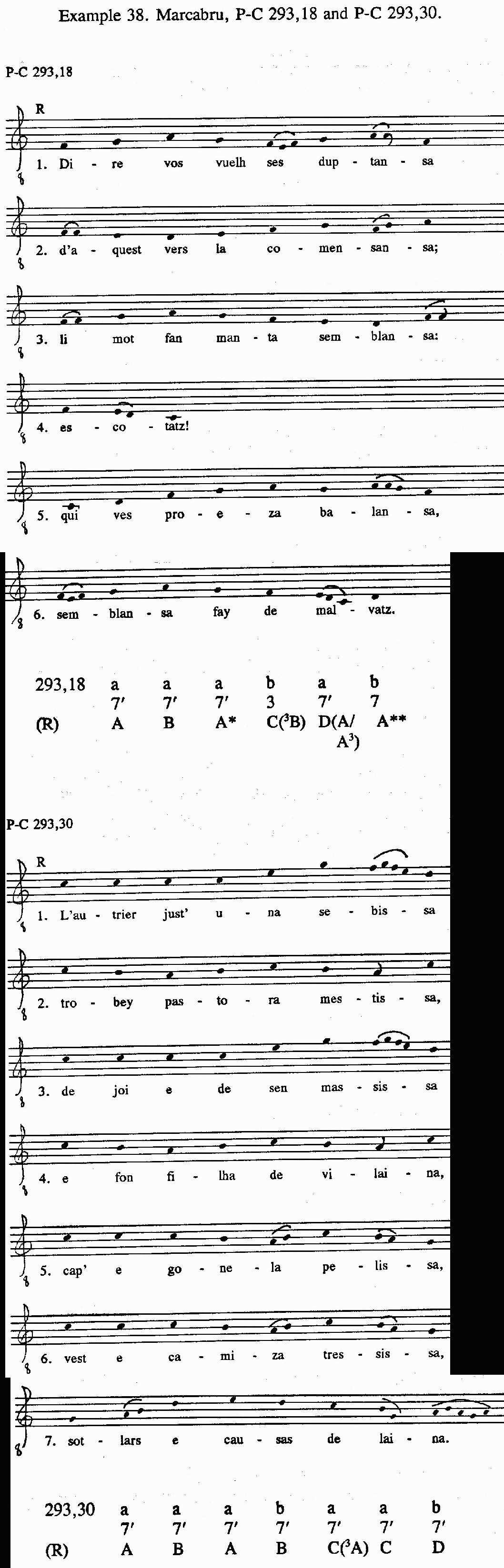
Partitura de Marcabrú
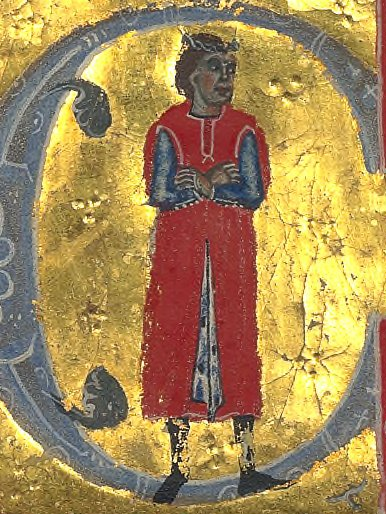
Marcabrú tal como aparece representado en un manuscrito del s. XIII Biblioteca Nacional de Francia MS cod. fr. 12473.